# Oncocnemis riparia
Oncocnemis riparia är en fjärilsart som beskrevs av Morrison 1875. Oncocnemis riparia ingår i släktet Oncocnemis och familjen nattflyn. Inga underarter finns listade i Catalogue of Life.